# Komin Sawickiego

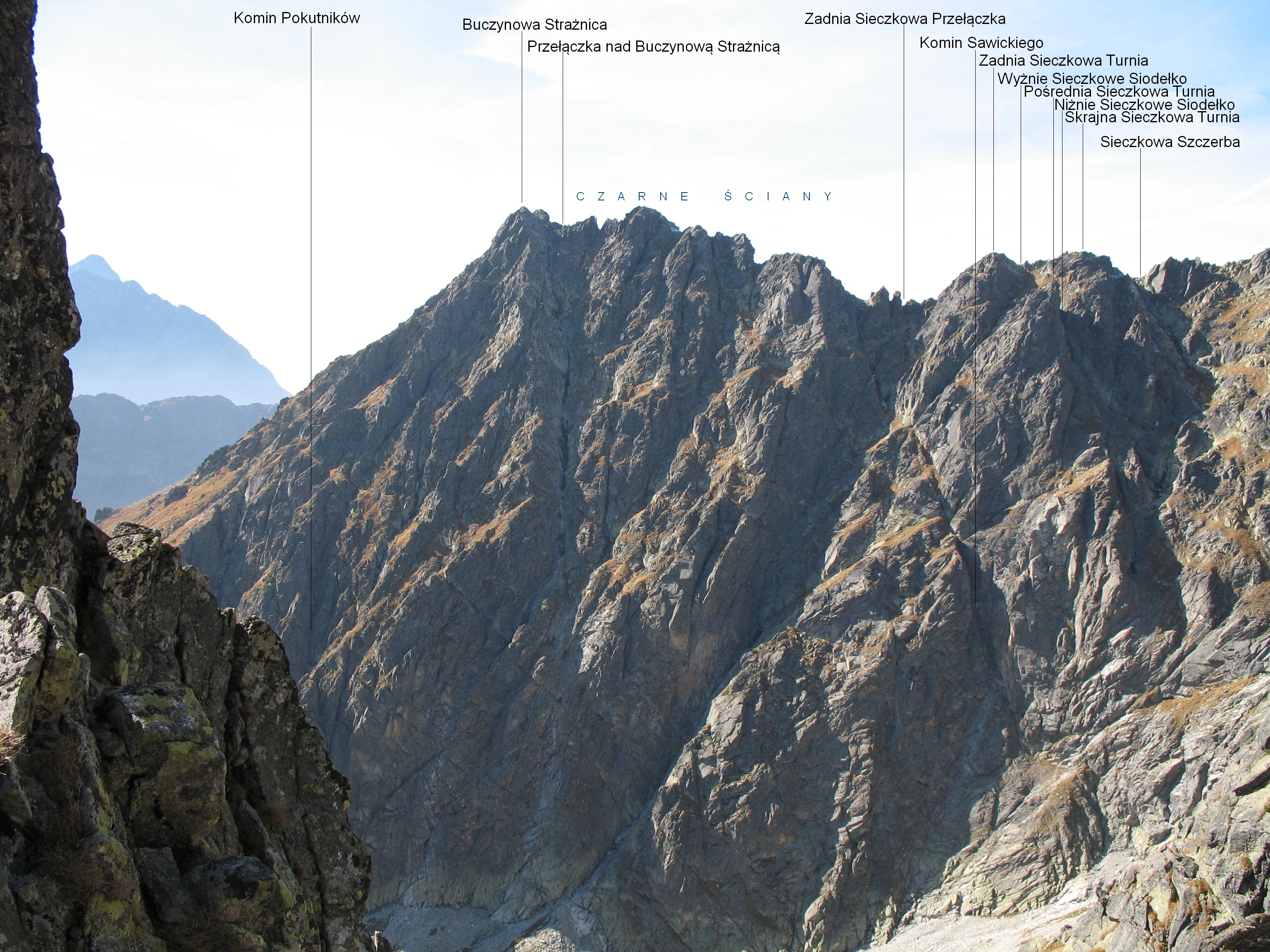
Widok od wschodniej strony z Orlej Perci

Komin Sawickiego – częściowo żleb, częściowo komin we wznoszących się nad Dolinką Buczynową ścianach Sieczkowych Turni w polskich Tatrach Wysokich. Ma wylot nieco powyżej buli nad piargami u podnóży Sieczkowych Turni i przecina skośnie w lewo (patrząc od dołu) ich ściany. Górą podchodzi aż pod Zadnią Sieczkową Przełączkę. Prowadzi nim droga wspinaczkowa (w zależności od wariantu III lub IV stopień trudności w skali trudności UIAA). W dolnej części komina znajduje się duży próg o wysokości 8 m, w prawej części z nyżą i przewieszką, w lewej z dość łatwą do przejścia rysą. Przejście górnej części możliwe jest na kilka wariantów. Wyprowadzają one na którąś z Sieczkowych Przełączek w grani (Zadnią Sieczkową Przełączkę, Wyżnie Sieczkowe Siodełko lub Sieczkową Szczerbę).
Kominem tym po raz pierwszy przeszli Jerzy Sawicki i Jan Zaunar 2 sierpnia 1951 r. Od nazwiska pierwszego z nich pochodzi nazwa komina. Pierwsze przejście zimowe: Krzysztof Berbeka i Jerzy Mitkiewicz 18 grudnia 1953 r.